# Кайнар (Байзацький район)
Кайна́р (каз. Қайнар) — станційне селище у складі Байзацького району Жамбильської області Казахстану. Входить до складу Жанатурмиського сільського округу.
Населення — 104 особи (2021; 135 у 2009, 126 у 1999, 213 у 1989).